# Henryk Komański
Henryk Komański (ur. 2 września 1924 w Jezioranach Szlacheckich na Wołyniu, zm. 8 kwietnia 2011 we Wrocławiu) – pułkownik Wojska Polskiego, polski działacz kresowy, autor publikacji o zbrodniach OUN-UPA, redaktor naczelny „Na Rubieży”.

## Życiorys
Urodził się w rodzinie osadników wojskowych. 10 lutego 1940 r. jego rodzina została deportowana na Syberię. Jemu samu udało się uniknąć aresztowania przez NKWD. Uniknął też śmierci w czasie napadu UPA na jego rodzinną miejscowość w 1943 r., będąc naocznym świadkiem zamordowania swojej babci i krewnych.
W styczniu 1944 r. wstąpił do Armii Krajowej. W szeregach 27 Wołyńskiej Dywizji Piechoty walczył z Niemcami oraz bronił polskiej ludności cywilnej przez atakami UPA. W czerwcu 1944 r. kontynuował walkę w szeregach Wojska Polskiego. Po ukończeniu kursu oficerskiego brał udział w bojach nad Nysą Łużycką. Po wojnie pozostał w wojsku, awansując do stopnia pułkownika. Ukończył studia wyższe na Uniwersytecie Wrocławskim. W 1975 r. przeszedł do rezerwy. Po utworzeniu Stowarzyszenia Upamiętnienia Ofiar Zbrodni Ukraińskich Nacjonalistów znalazł się w jego władzach. W 1993 r. wszedł w skład redakcji „Na Rubieży”, zostając jej redaktorem naczelnym. Brał czynny udział w dokumentacji zbrodni ukraińskich na Polakach i obywatelach polskich innej narodowości. Był autorem lub współautorem wielu monografii, książek i artykułów prasowych. Pochowany na cmentarzu przy ul. Grabiszyńskiej we Wrocławiu.

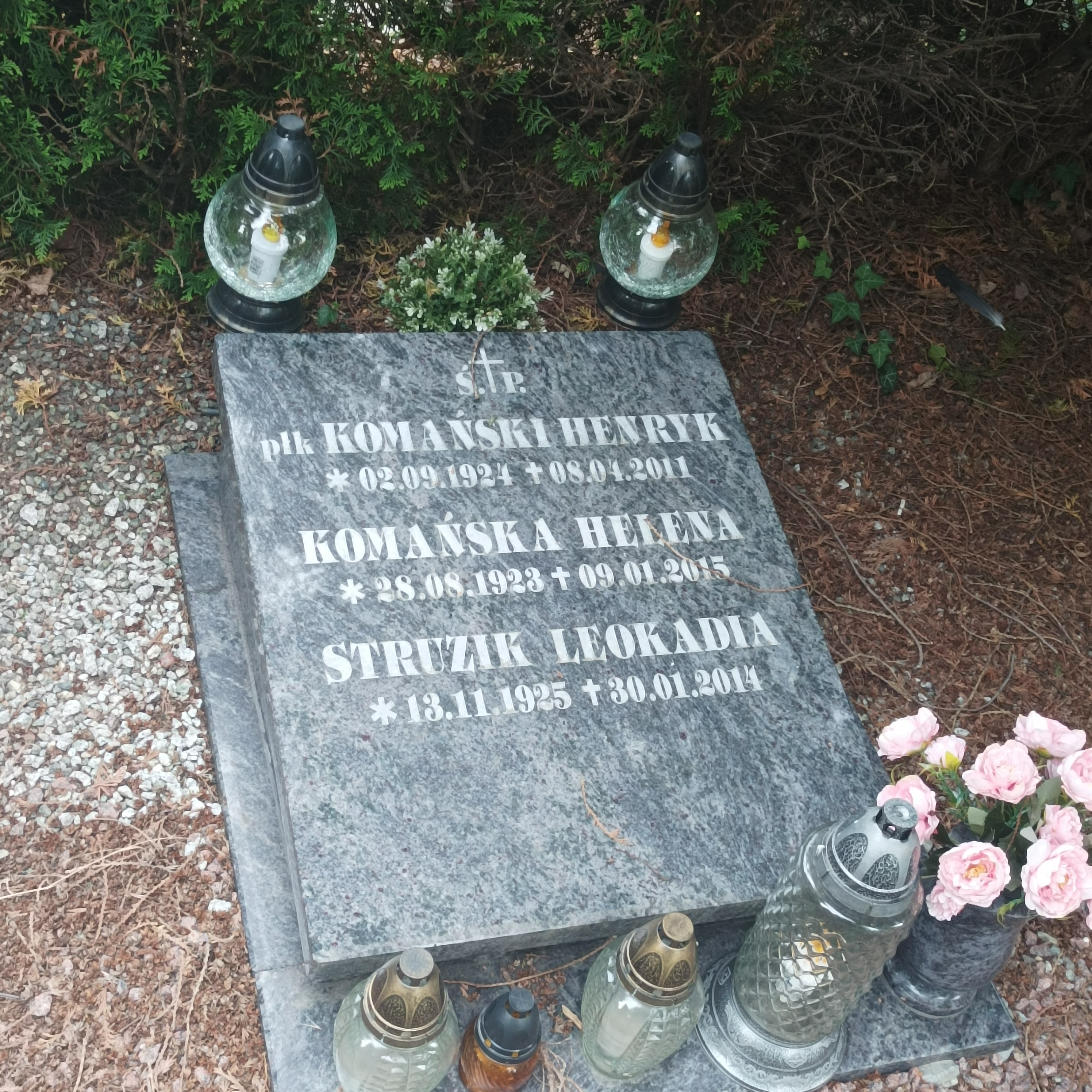
Grób płka Henryka Komańskiego na Cmentarzu Grabiszyńskim we Wrocławiu

## Publikacje
Ludobójstwo dokonane przez nacjonalistów ukraińskich na Polakach w województwie tarnopolskim 1939 – 1946 (współautor Szczepan Siekierka); Wrocław 2004.
Ludobójstwo dokonane przez nacjonalistów ukraińskich na Polakach w województwie lwowskim w latach 1939–1947 (współautorzy Szczepan Siekierka, Krzysztof Bulzacki), Wrocław 2006
Ludobójstwo dokonane przez nacjonalistów ukraińskich na Polakach w województwie stanisławowskim w latach 1939–1946 (współautorzy Szczepan Siekierka, Eugeniusz Różański), Wrocław 2008
Ludobójstwo dokonane na duchownych obrządku łacińskiego przez OUN-UPA oraz zniszczenia obiektów sakralnych rzymskokatolickich na Kresach Południowo-Wschodnich 1939−1947 (współautor Szczepan Siekierka), Wrocław 2009.